# Рено (команда Формулы-1, 2002—2011)
Рено́ (фр. Renault) — бывшая французская автогоночная команда, участвовавшая в чемпионате Формулы-1 в период с 2002 по 2011 годы. После долгого периода, прошедшего со времен участия команды в чемпионатах мира 1977—1985 годов (где команда завоевала 15 побед, а лучшим результатом в кубке конструктора было одно второе место в сезоне 1983 года), данная команда завоевала 18 побед, а лучшим результатом в кубке конструктора стали два первых места в сезонах 2005 и 2006 годов. Фернандо Алонсо, выступавший в эти годы в команде, завоевал два чемпионских титула всё в тех же сезонах 2005 и 2006 годов.

## История
16 марта 2000 года концерн Рено выкупил команду Бенеттон за 120 млн долларов, но сезон 2001 года команда провела под прежним именем. Официально название было изменено в 2002 году. Флавио Бриаторе возглавил команду, а Майк Гаскойн стал техническим директором.
27 января в Париже, под девизом "Renault Is Back!", прошла презентация команды и новой машины "Рено".

### 2000-е

#### Mild Seven Renault F1
В сезоне 2002 года табачная компания Japan Tobacco, в лице торговой марки Mild Seven, остается титульным спонсором команды Renault F1.

##### Сезон 2002

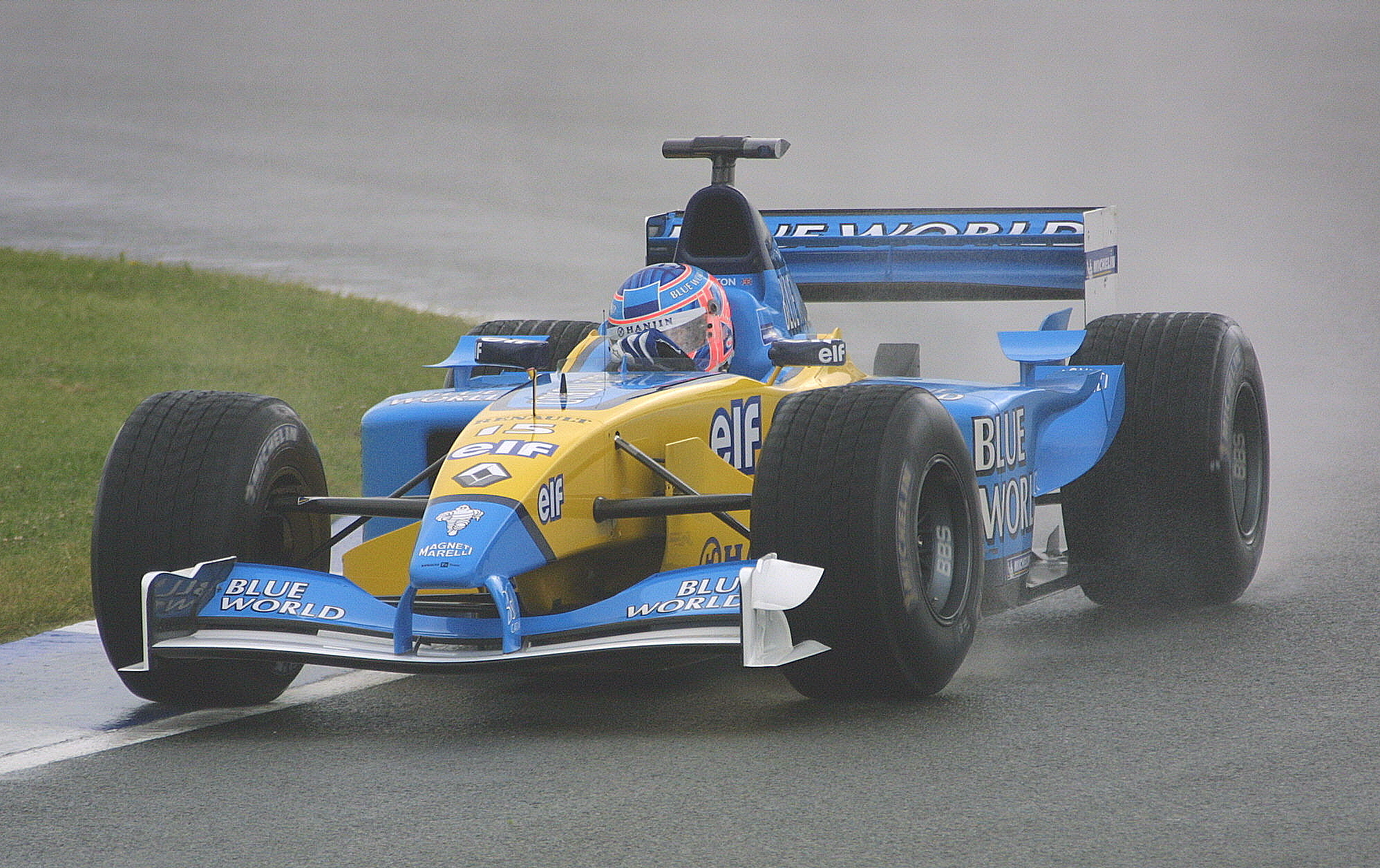
Дженсон Баттон пилотирует R202 на Гран-при Великобритании.

В 2002 году команда официально стала называться Renault, Ярно Трулли заменил Джанкарло Физикеллу в качестве боевого пилота, а вторым пилотом стал Дженсон Баттон, выступавший в команде второй год и начавший ещё в команде Бенеттон. В качестве тест пилота выступал Фернандо Алонсо.
Первые очки для команды заработал Баттон, на второй гонке в Малайзии заняв четвёртое место. В следующем Гран-при в Бразилии Баттон повторил достижение, приехав четвёртым. Трулли открыл свой счёт в очках только в седьмой гонке сезона, Гран-при Монако, где он финишировал четвёртым. На следующем Гран-при в Канаде он финишировал на шестом месте. На Гран-при Европы впервые оба пилота финишировали в очковой зоне: Баттон на четвёртом месте, а Трулли на восьмом. На домашнем Гран-при Renault во Франции Баттон финишировал шестым, последним в очковой зоне, Трулли же сошёл с дистанции. После следующих трех не самых удачных Гран-при, пилоты снова оба финишировали в очках: Трулли на четвёртом, а Баттон на пятом месте соответственно. Данный результат стал лучшим выступлением команды в сезоне.
Лучшими достижениями команды в сезоне стали два четвёртых места у Баттона на Гран-при Малайзии и Гран-при Бразилии и два четвёртых места у Трулли на Гран-при Монако и Гран-при Бельгии. Команда же заняла 4-е место в кубке конструкторов, набрав 23 очка.

##### Сезон 2003

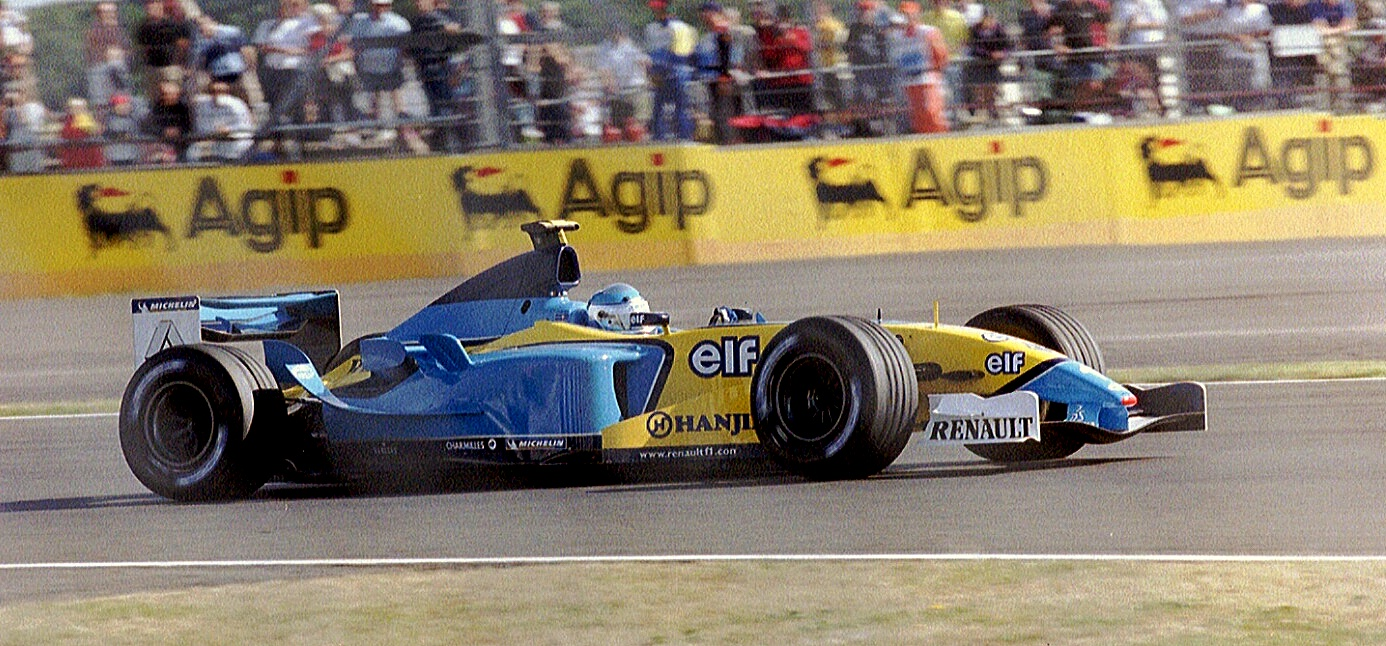
Ярно Трулли пилотирует R23 на Гран-при Великобритании.

Несмотря на то, что в 2002 году Баттон опередил своего товарища по команде, в 2003 году он был уволен из Renault. Его заменил испанский пилот Фернандо Алонсо, который в предыдущем году выступал в качестве тест-пилота. В этом году в качестве тест-пилотов выступали Алан Макниш и Франк Монтаньи.
Единственной победой в сезоне стала победа Алонсо на Гран-при Венгрии, при этом Renault впервые выиграла Гран-при с 1983 года, когда она одержала победу на Гран-при Австрии 1983 года. Как и в предыдущем сезоне, команда заняла 4-е место в кубке конструкторов, набрав 88 очков.
Renault предприняла инновационные технические решения, производя некоторые нестандартные конструкции, такие как 111° 10-цилиндровый двигатель для сезона 2003 года для RS23, который был разработан, чтобы эффективно снизить центр тяжести двигателя и таким образом улучшить управляемость автомобиля. Двигатель, в конечном итоге, оказался слишком ненадежным и тяжелым, поэтому Renault вернулась к более традиционному пути развития.

##### Сезон 2004

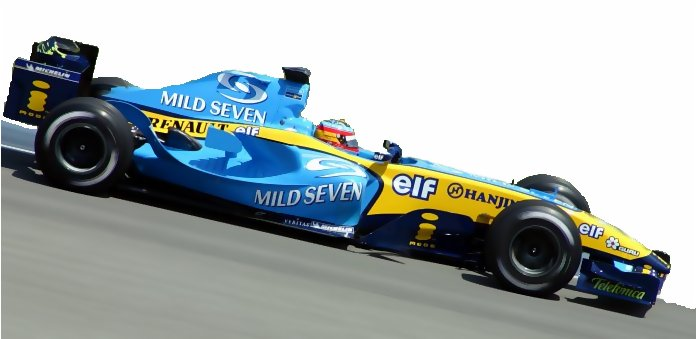
Фернандо Алонсо за рулем R24.

29 января в Палермо журналистам была представлена новая машина команды Renault. Собственно мероприятие началось ещё за день до этого с торжественного ужина в честь мэра и администрации города, предоставивших здание городского театра для официальной церемонии.
Как и в прошлом сезоне, команду представляли Фернандо Алонсо и Ярно Трулли. В последних трёх Гран-при сезона Трулли заменил Жак Вильнёв. В качестве тест-пилота выступал Франк Монтаньи.
В 2004 году команда была претендентом на второе место в кубке конструкторов. Трулли выиграл Гран-при Монако, но его отношения с Renault (особенно с руководителем команды и бывшим менеджером Флавио Бриаторе) ухудшились после того, как во второй половине сезона его результаты ухудшились, а сам Трулли заявлял, что команда сосредоточила все усилия только на Алонсо (хотя оба пилота при этом остались дружны). По итогу сезона команда заняла третье место.

##### Сезон 2005

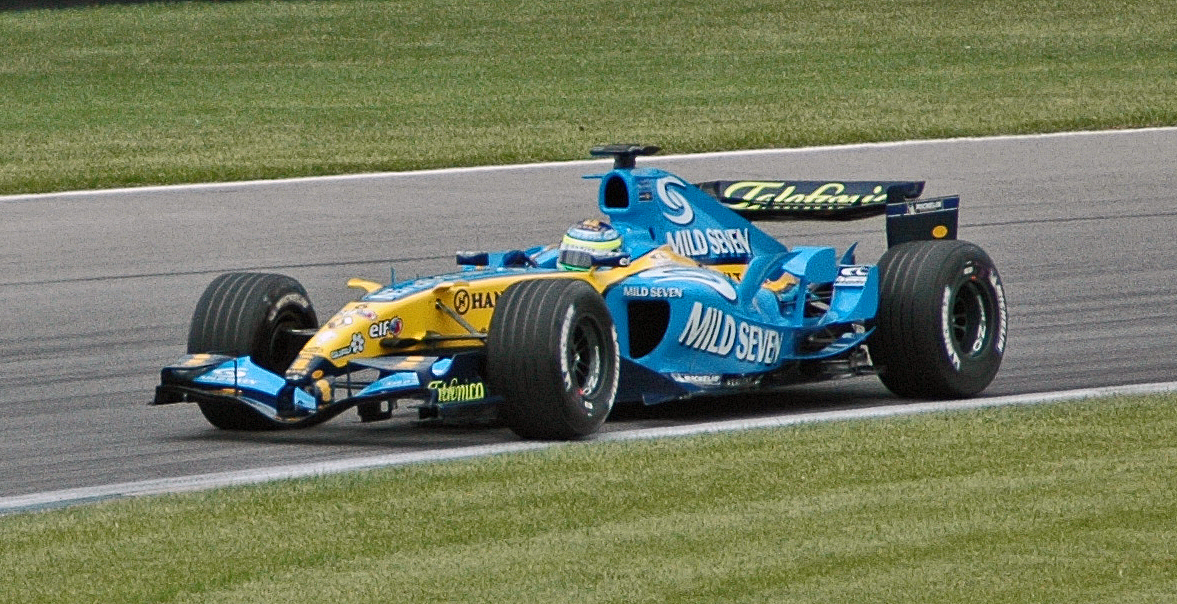
Джанкарло Физикелла за рулем R26.

Джанкарло Физикелла заменил Ярно Трулли в команде сезона 2005 года. Фернандо Алонсо проводил второй сезон в команде. В качестве тест-пилотов выступали сразу четыре пилота: Франк Монтаньи, Роберт Кубица, Лукас ди Грасси и Джорджо Мондини.
В первой же квалификации сезона, в Австралии, Физикелла завоевал поул-позицию, и в итоге выиграл и гонку тоже. Затем Фернандо Алонсо выиграл следующие три гонки, значительно оторвавшись в чемпионате пилотов от преследователей, при этом Физикелла в следующих трёх гонках сошёл. Команда Renault к тому моменту лидировала в кубке конструкторов. После Гран-при Сан-Марино значительную конкуренцию Renault и Алонсо в обоих чемпионатах составила команда «серебряных стрел» McLaren-Mercedes и их пилот Кими Райкконена. После Бразилии McLaren возглавил чемпионат конструкторов, при этом Алонсо обеспечил себе титул чемпиона мира среди гонщиков, став самым молодым чемпионом мира. На следующем Гран-при Renault вернула себе лидерство, а в последней гонке в Китае завоевала очередную победу — после того, как болид пилота McLaren Хуана Пабло Монтойи был сильно повреждён крышкой сливного коллектора, вмнотированной в покрытие трассы. В итоге Renault завоевала свой первый кубок конструкторов за все годы существования команды и прервала шестилетнее доминирование Ferrari в чемпионате. Завоевав кубок конструкторов, Renault стала второй чемпионской командой из Франции — после команды Матра, которая выиграла чемпионат в 1969 году.

##### Сезон 2006

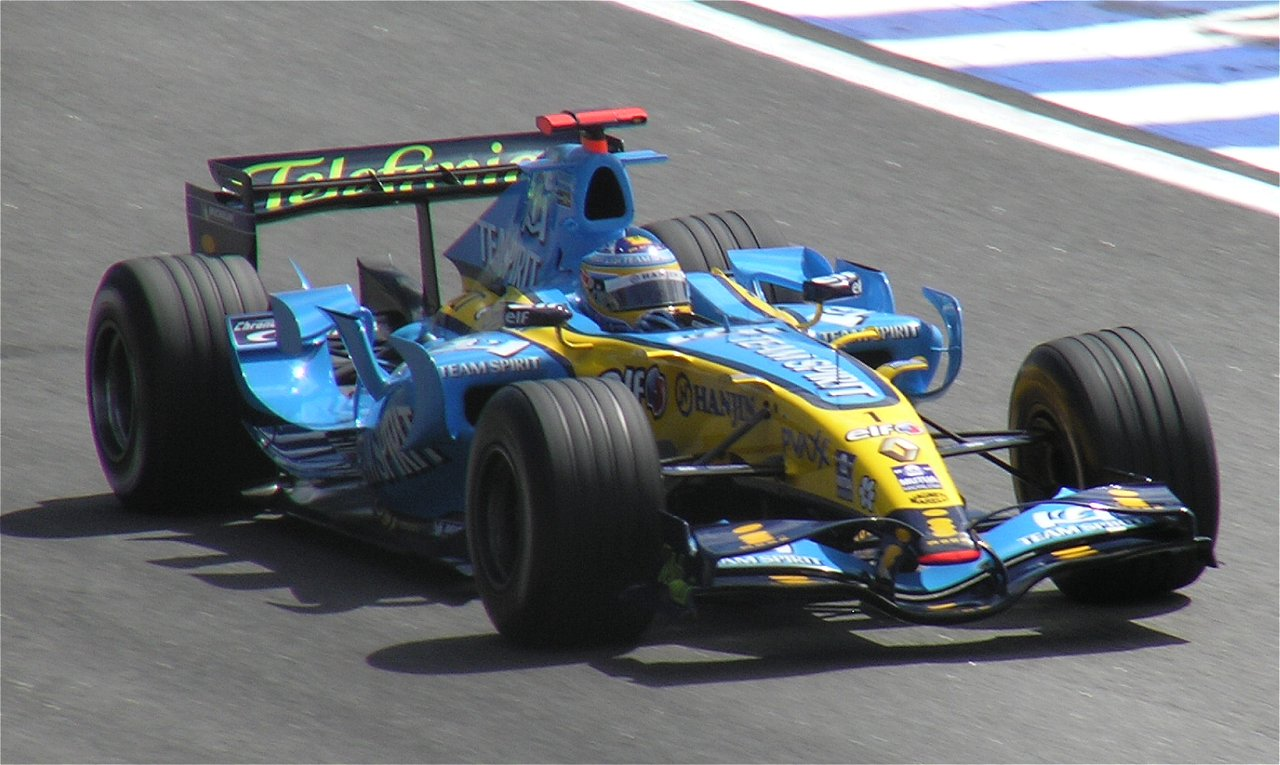
Фернандо Алонсо управляет Renault на Гран-при Бразилии.

Оба пилота — Джанкарло Физикелла и Фернандо Алонсо — сохранили свои места в команде. Как и в предыдущем году, в качестве тест-пилотов выступали сразу четыре пилота: Хейкки Ковалайнен, Нельсон Пике (мл.), Хосе Мария Лопес и Жонатан Коше.
Накануне презентации журналистов предупредили о том, что церемония начнется с официального заявления президента Renault. Помня о постоянных слухах о возможном уходе команды из чемпионата, многие опасались услышать именно это, но Карлос Гон заявил: "Мы остаемся".
С самого первого Гран-при команда захватила лидерство и не отдавала его никому вплоть до Гран-при Италии, когда команда Ferrari обогнала их в чемпионате команд. На следующем Гран-при в Китае Renault вернула себе лидерство и не отдала его в последних двух гонках сезона. На Гран-при Великобритании в Сильверстоуне команда отметила свой 200-й Гран-при победой Алонсо.
21 июля 2006 года FIA запретила использование массовых демпферных систем, разработанных и впервые примененных Renault, а затем использовавшихся семью другими командами, включая Ferrari. Флавио Бриаторе утверждал, что McLaren подняла вопрос о законности системы перед FIA. В системе использовалась подпружиненная масса в носовом обтекателе, для того чтобы снизить чувствительность автомобиля к вибрации. Это было особенно эффективно на поворотах и при наезде на бордюры, так как шины оставались в более тесном контакте с трассой. Несмотря на запрет, это не сильно повлияло на скорость команды, и Renault ещё раз в конце сезона выиграла гонку. Таким образом, по итогу сезона Renault выиграла восемь Гран-при и завоевала второй подряд кубок конструкторов, а Фернандо Алонсо во второй раз стал чемпионом мира.

#### ING Renault F1 Team
На пресс-конференции с участием руководства Renault F1 и компании ING стороны подтвердили подписание трехлетнего контракта. Голландский банк ING сменил Mild Seven в роле титульного спонсора команды, которая в следующем году должна была называться ING Renault F1 Team.

##### Сезон 2007

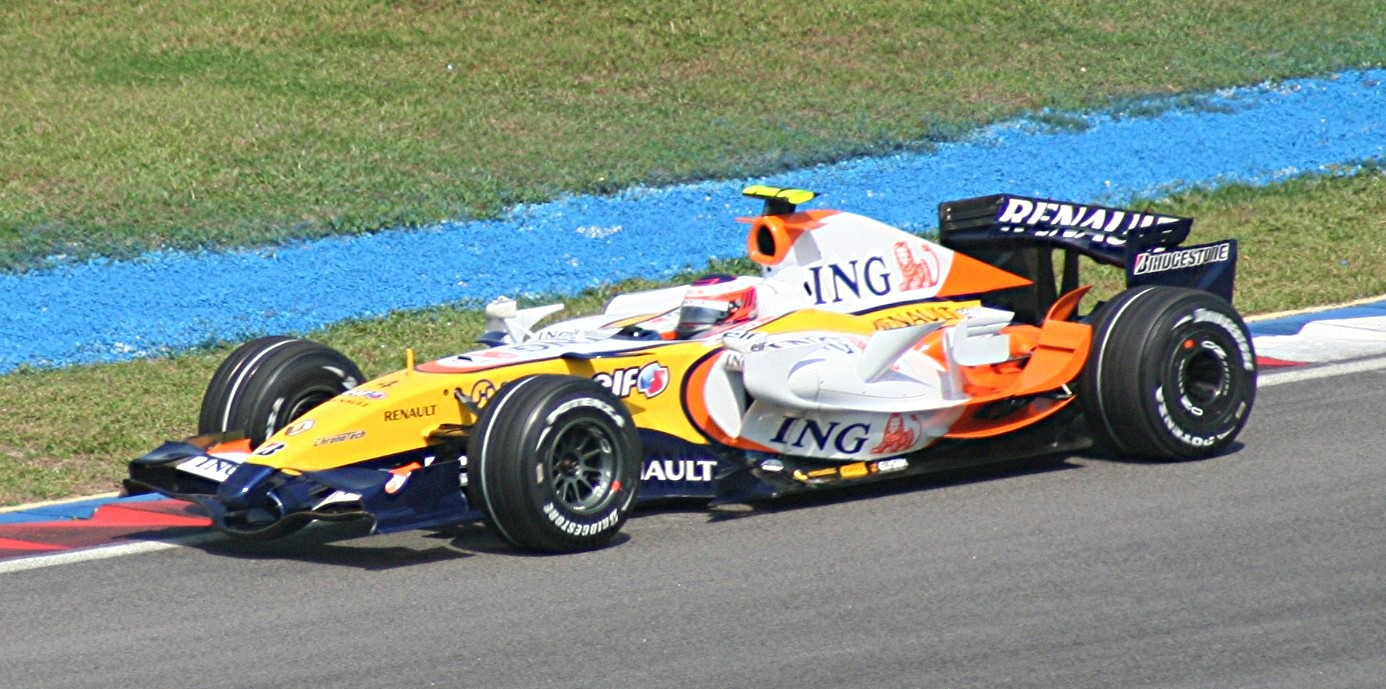
Хейкки Ковалайнен за рулём R27 на Гран-при Малайзии.

Команда Renault собрала журналистов в Амстердаме. Голландия — родина нового титульного спонсора команды, финансовой группы ING. Фрагменты нового цветового решения уже попадали в прессу, но именно фрагменты, а теперь полностью представленый имидж ING Renault понравился прессе и был встречен аплодисментами.
Хейкки Ковалайнен заменил в сезоне 2007 года Фернандо Алонсо, который ушёл в McLaren. Джанкарло Физикелла проводил свой третий сезон в команде. В качестве тест-пилотов выступали три бразильца: Нельсон Пике (мл.), Рикардо Зонта и Лукас ди Грасси.
8 ноября 2007 года FIA обвинила Renault в том, что у них есть техническая информация команды McLaren. Согласно обвинению, информация находящаяся у Renault "включала компоновку и критические размеры автомобиля McLaren, а также детали топливной системы, редуктора в сборе, гидравлической системы управления и подвески". Слушание по этому вопросу состоялось в Монако 6 декабря 2007 года. Обвинение, предъявленное Renault – нарушение статьи 151c спортивного регламента – было таким же, как и ранее, с которым столкнулось сама McLaren в споре о шпионаже с участием Ferrari и McLaren. FIA признала Renault нарушителем статьи 151c, но не стала наказывать команду.
По итогу сезона команда завоевала 3-е место в кубке конструкторов, заработав 51 очко, а лучшим результатом в гонке стало второе место Ковалайнена на Гран-при Японии.

##### Сезон 2008

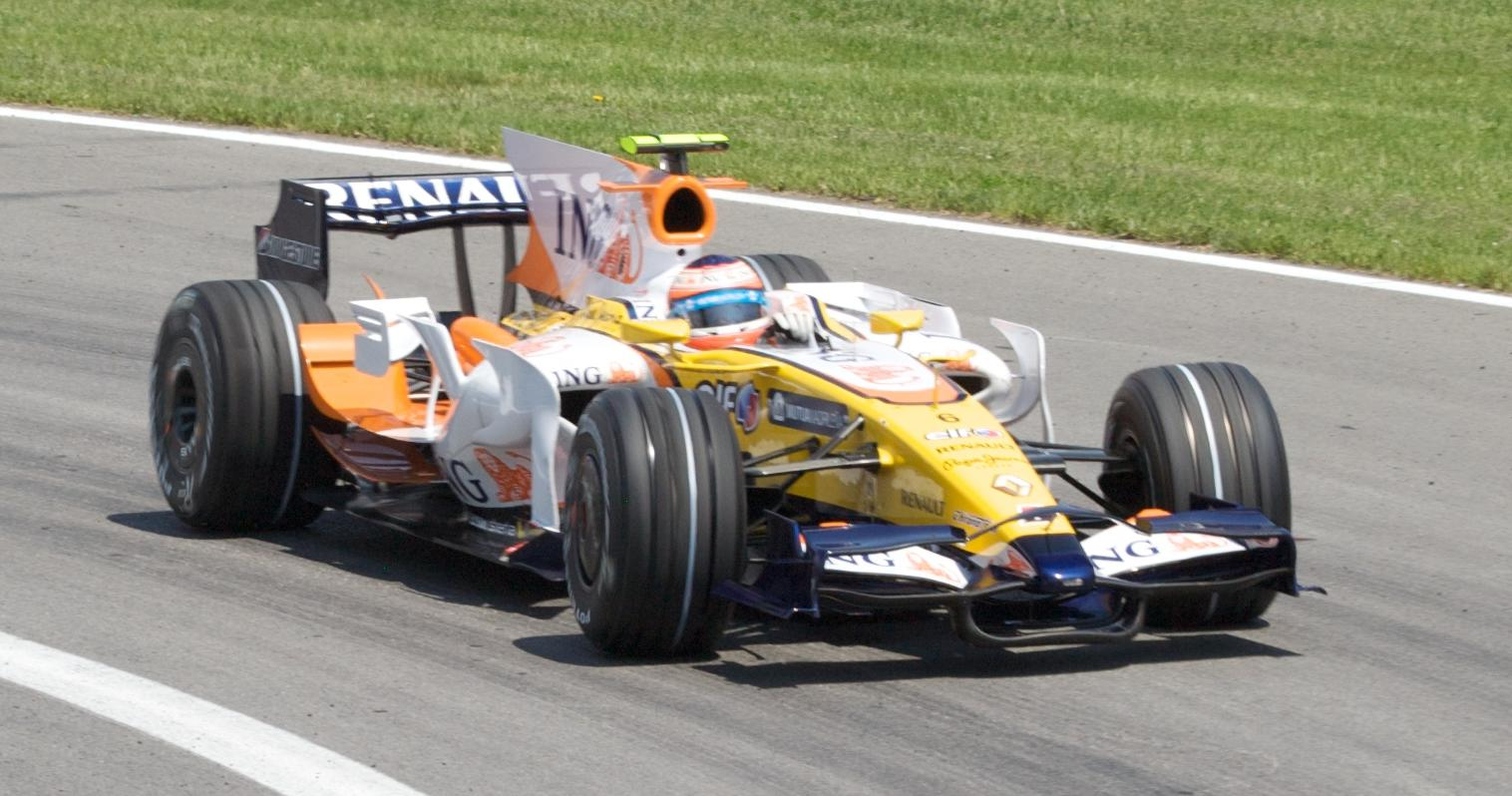
Нельсон Пике за рулём R28.

В январе в Париже прошла седьмая презентация машин нового сезона — свою новинку представила журналистам команда Renault. На презентации новой машины Renault было объявлено о контрактах со спонсорами и поставщиками. На машинах и комбинезонах гонщиков в 2008 году появились логотипы компаний Pepe Jeans, Universia, Sanho Human Services, Avus, APC, Appro, CD-adapco и NetApp.
В сезоне 2008 года команда полностью поменяла состав пилотов. Фернандо Алонсо вернулся обратно в Renault после года выступлений в McLaren. Вторым пилотом стал Нельсон Пике (мл.), выступавший до этого в Renault как тест-пилот. Тест-пилотами стали Ромен Грожан, Лукас ди Грасси и Сакон Ямамото.
По ходу сезона на первом в истории Формулы-1 Гран-при Гран-при Сингапура Нельсон Пике (мл.) вылетел с трассы, а Фернандо Алонсо в итоге смог финишировать на первом месте. Позднее, в 2009 году, после замены и увольнения посреди сезона Нельсона Пике (мл.), разразился скандал, когда он обнародовал, что авария была спровоцирована специально, для того чтобы на трассе появилась машина безопасности, и таким образом помогла второму пилоту Renault Фернандо Алонсо отыграться после старта с 15-го места.
По итогу сезона команда стала четвёртой в кубке конструкторов, заработав 80 очков, лучшими результатами в сезоне стали два первых места: Фернандо Алонсо на Гран-при Сингапура (со спровоцированной аварией Пике (мл.)) и Гран-при Японии.

##### Сезон 2009

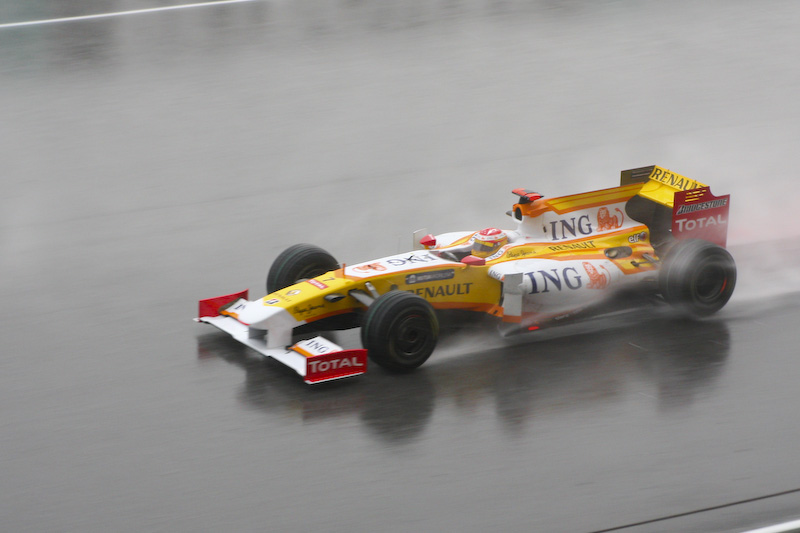
Фернандо Алонсо за рулём R29.

В сезоне 2009 года команда Renault презентовала новую Renault R29 на новом португальском автодроме Алгарве в Портимане. Программа дня началась с фотосессии, в 8:30 по местному времени под аплодисменты собравшихся Фернандо Алонсо и Нельсон Пике (мл.) стянули защитный покров — новая R29 предстала перед публикой в новой раскраске — в гамме появился красный цвет нефтяной компании Total.
Оба пилота — Фернандо Алонсо и Нельсон Пике (мл.) — сохранили свои места боевых пилотов. В середине сезона Пике (мл.) был уволен, а его место боевого пилота занял запасной пилот Ромен Грожан. В качестве тест-пилотов свои места сохранили Ромен Грожан и Лукас ди Грасси.
Посередине сезона, после увольнения Нельсона Пике (мл.), вокруг Renault разгорелся скандал: FIA приступила к разбирательству после признания Пике (мл.), что авария в прошлом году на Гран-при Сингапура 2008 года была подстроена специально, для того чтобы его товарищ по команде Renault Фернандо Алонсо получил преимущество в гонке. В 2008 Пике (мл.) охарактеризовал этот инцидент как простую ошибку, но после того, как покинул команду, появились его заявления о том, что эта авария была преднамеренной. В процессе расследования FIA, в котором участвовал Нельсон Пике (мл.), он заявил, что директор команды Renault Флавио Бриаторе и инженер Пэт Симондс попросили его инсценировать аварию. 4 сентября 2009 года Renault была обвинена в заговоре и фальсификации гонок, и 21 сентября 2009 года они должны были предстать перед Мировым советом автоспорта FIA в Париже. Первоначально Renault и Бриаторе заявили, что подадут в суд на Пике (мл.) за ложные обвинения, однако перед встречей Renault объявила, что они не будут оспаривать обвинения, и что Бриаторе и Симондс покинули команду. На заседании совет запретил Renault участвовать в Формуле-1, но приостановил действие этого решения на два года. В FIA заявили, что Renault могла быть отстранена пожизненно от гонок Формулы-1, если бы она не приняла меры и не уволила Бриаторе и Симондса. На том же заседании Бриаторе был пожизненно отстранен от участия в соревнованиях, санкционированных FIA, а Симондс получил пятилетний запрет. Запреты в отношении Бриаторе и Симондса были впоследствии отменены французским судом в 2010 году. FIA, Бриаторе и Симондс достигли соглашения, которое позволило им вернуться к участию в соревнованиях FIA в 2011 году и в Формулу-1 в 2013 году.
Лучшим достижением команды в сезоне стало третье место Алонсо на Гран-при Сингапура, а его партнёрам по команде — Пике (мл.), а затем и Грожану — вообще не удалось заработать очков. Команда же заняла 8-е место в кубке конструкторов, набрав 26 очков.

### 2010-е

#### Renault F1 Team
Голландская финансовая компания ING, которая являлась титульным спонсором Renault, объявил о том, что немедленно разрывает соглашение с командой. ING были глубоко расстроены скандалом вокруг Гран-при Сингапура 2008 года, и разрыв соглашения был вызван последствиями этого случая. Кроме того, банк подтвердил, что по окончании 2009 года прекратит своё присутствие в Формуле-1. Команда убрала из названия команды ING и стала называться просто Renault F1 Team.

##### Сезон 2010

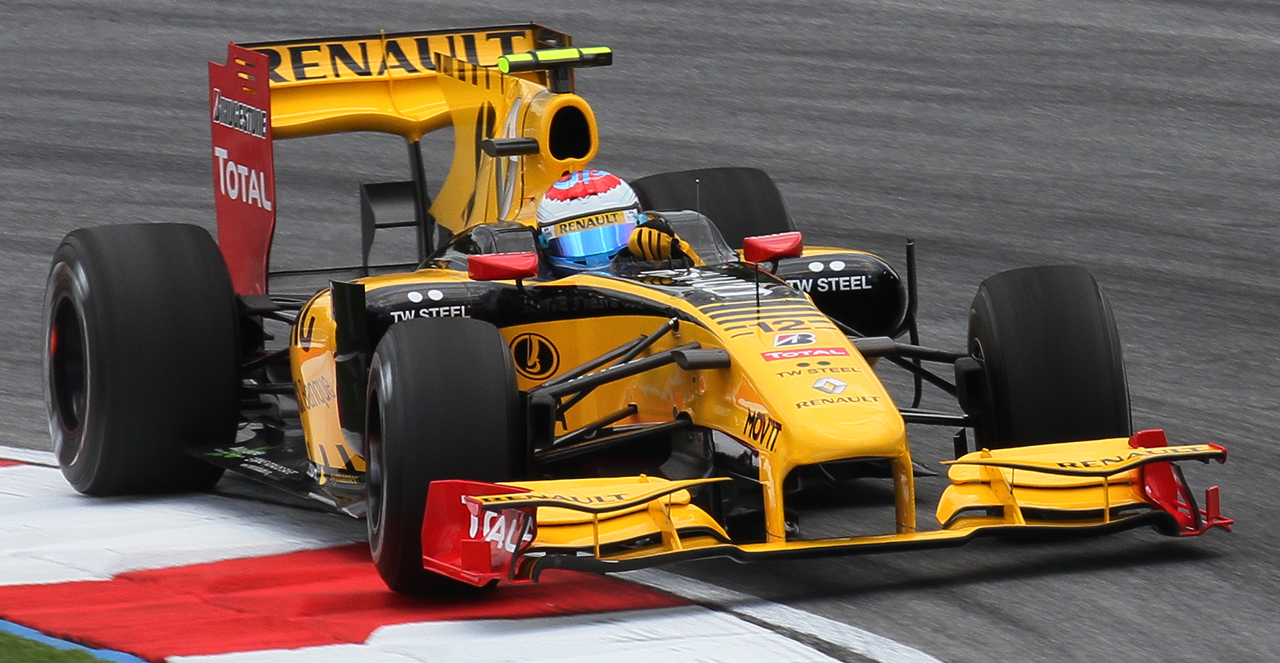
Виталий Петров за рулём R30 на Гран-при Малайзии 2010 года.

Команда презентовала Renault R30 за день до начала официальных тестов 31 января.
Прошлогодние события, связанные с последствиями аварии Нельсона Пике (мл.) на Гран-при Сингапура 2008 года, привели к серьёзной реструктуризации команды. Команда потеряла заводской статус — контрольный пакет акций перешёл в руки частного инвестора, — а в самой команде решили вернуться к исторической желто-чёрной раскраске, использовавшейся командой в разных вариантах с 1977 по 1985 годы.
В сезоне 2010 года команда полностью поменяла состав пилотов. В качестве основных пилотов были заявлены Роберт Кубица и Виталий Петров, ставший первым российским гонщиком за всю историю чемпионата мира. Тест-пилотами выступали Жером Д’Амброзио, Тун Хопинь и Ян Хароуз.
Уже во втором Гран-при в Австралии Роберт Кубица поднялся на подиум, приехав к финишу вторым, а Виталий Петров заработал свои первые очки в четвёртой гонке сезона на Гран-при Китая.
По итогу сезона команда стала пятой в кубке конструкторов, заработав 163 очка, лучшими результатами в сезоне стали три подиума Кубицы — одно второе место на Гран-при Австралии и два третьих на Гран-при Монако и Гран-при Бельгии, — а лучшим финишем Виталия Петрова стало пятое место на Гран-при Венгрии.

#### Lotus Renault GP

##### Сезон 2011

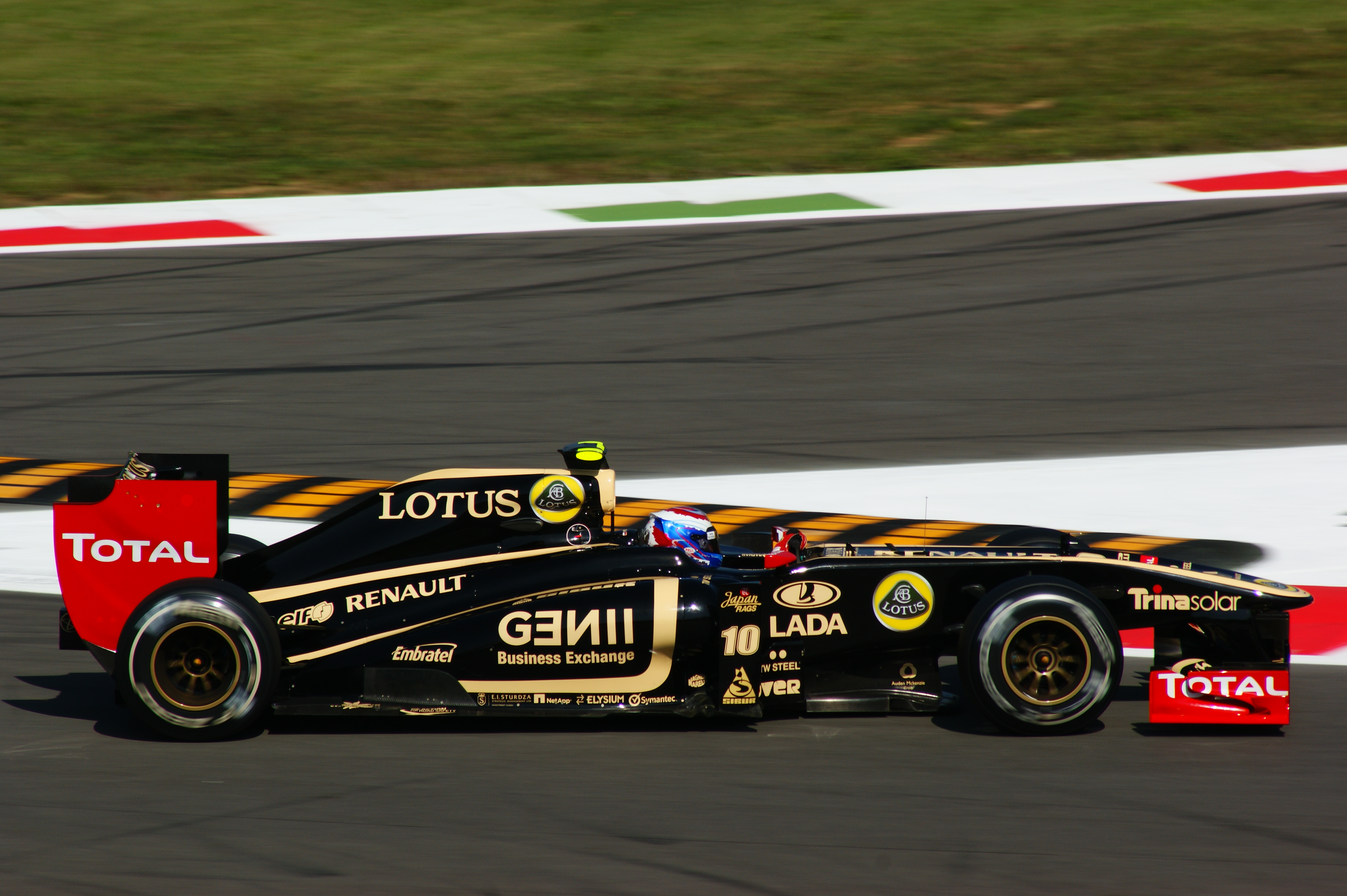
Виталий Петров за рулём R31 на Гран-при Италии 2011 года.

Команда Lotus Renault представила новую машину 31 января в Валенсии.
В сезоне 2011 года за Lotus Renault GP должны были выступать Виталий Петров и Роберт Кубица, однако Кубица попал в серьёзную аварию во время февральских выступлений в ралли, поэтому его заменил Ник Хайдфельд. На презентации болида 2011 года было объявлено о заключении контрактов резервных пилотов с Бруно Сенной и Роменом Грожаном. Также в роли тест-пилотов выступили Файруз Фаузи, Тун Хопинь и Ян Хароуз.
В первом Гран-при сезона, в Австралии, Виталий Петров финишировал на подиуме, заняв 3-е место. Второй и последний подиум сезона — еще одно 3-е место — заработал Ник Хайдфельд на следующим Гран-при в Малайзии. Перед Гран-при Бельгии команда заключила спонсорские соглашения с бразильскими спонсорами и объявила, что Ника Хайдфельда заменит Бруно Сенна. Бразильский пилот подписал контракт на два этапа чемпионата, но в итоге пилотировал до конца сезона.
В сезоне 2011 года компания Lotus Cars стала титульным спонсором команды и её полное название стало «Лотус-Рено Гран-при» (Lotus Renault GP), из-за чего в чемпионате сложилась ситуация, когда в названиях сразу двух команд присутствовал Лотус: первая — малайская команда «Тим Лотус» образца 2011 года (Team Lotus), принадлежащая Тони Фернандесу, а вторая — бывшая заводская команда Рено.
В конце сезона между командами разрешился продолжавшийся спор вокруг того, какая из команд будет называться Lotus. В итоге команда Фернандеса была переименована в Кейтерем (Caterham F1 Team), а команда Renault — в Лотус (Lotus F1 Team).

### Наследие

#### Команда 2016—2020 годов
28 сентября 2015 года Renault Sport F1 объявила о подписании договора между Renault Group и Gravity Motorsports, принадлежащей Genii Capital, о намерениях покупки команды Lotus F1 Team (которая принадлежала Renault до 2010 года) в течение следующих недель для выступления в сезоне-2016 как Renault F1 Team. 3 декабря 2015 года Renault подтвердила приобретение Lotus F1 Team и подготовку к сезону-2016, а также провела презентацию в начале 2016 года, на которой был представлен пилотский состав и общая структура команды.
Начиная с сезона 2021 года команда была преобразована в новую команду Alpine.

## Результаты выступлений Renault в Формуле-1

### Результаты за последние пять лет
| Легенда к таблице |                                                                    |
| --- | ------------------------------------------------------------------ |
| В таблице перечислены результаты всех Гран-при Формулы-1, в которых принимала участие команда. Строками таблицы являются сезоны, столбцами — этапы чемпионата мира. В каждой клетке указаны сокращённое название этапа и результаты гонщиков команды, дополнительно обозначенные цветом. Расшифровка обозначений и цветов представлена в нижеследующей таблице. |                                                                    |
| \| Пример \| Описание \| \| ------------ \| ------------------------------------------------------------------ \| \| 1 \| Победитель \| \| 2 \| Второе место \| \| 3 \| Третье место \| \| 5 \| Финишировал, заработав очки \| \| Сход \| Не финишировал, но при этом заработал очки \| \| 12 \| Финишировал, не получив очков \| \| НКЛ \| Финишировал, но не попал в финальную классификацию \| \| 15 \| Участвовал вне зачёта, либо по отдельной классификации \| \| 18 \| Не финишировал, но попал в финальную классификацию \| \| Сход \| Не финишировал \| \| НКВ \| Не прошёл квалификацию \| \| НПКВ \| Не прошёл предквалификацию \| \| ДСК \| Дисквалифицирован \| \| ИСК \| Исключён из протокола соревнований \| \| ТТ \| Заявлен для участия только в тренировках \| \| НС \| Участвовал в квалификации, но не стартовал в гонке \| \| Т \| Травмирован или болен \| \| ОТК \| Отказ от участия \| \| НТР \| Прибыл на соревнования, но на трассу не выезжал \| \| НПР \| Был заявлен в числе участников, но не прибыл к началу соревнований \| \| О \| Соревнования отменены \| \| \| Не участвовал \| \| Поул-позиция \| \| \| Быстрый круг \| \| |                                                                    |
| Пример | Описание                                                           |
| 1 | Победитель                                                         |
| 2 | Второе место                                                       |
| 3 | Третье место                                                       |
| 5 | Финишировал, заработав очки                                        |
| Сход | Не финишировал, но при этом заработал очки                         |
| 12 | Финишировал, не получив очков                                      |
| НКЛ | Финишировал, но не попал в финальную классификацию                 |
| 15 | Участвовал вне зачёта, либо по отдельной классификации             |
| 18 | Не финишировал, но попал в финальную классификацию                 |
| Сход | Не финишировал                                                     |
| НКВ | Не прошёл квалификацию                                             |
| НПКВ | Не прошёл предквалификацию                                         |
| ДСК | Дисквалифицирован                                                  |
| ИСК | Исключён из протокола соревнований                                 |
| ТТ | Заявлен для участия только в тренировках                           |
| НС | Участвовал в квалификации, но не стартовал в гонке                 |
| Т | Травмирован или болен                                              |
| ОТК | Отказ от участия                                                   |
| НТР | Прибыл на соревнования, но на трассу не выезжал                    |
| НПР | Был заявлен в числе участников, но не прибыл к началу соревнований |
| О | Соревнования отменены                                              |
| | Не участвовал                                                      |
| Поул-позиция |                                                                    |
| Быстрый круг |                                                                    |

| Сезон | Шасси | Двигатель           | Ш | Гонщики             | 1    | 2    | 3    | 4    | 5   | 6    | 7    | 8   | 9    | 10   | 11   | 12   | 13   | 14   | 15   | 16   | 17   | 18   | 19  | Место | Очки |
| ----- | ----- | ------------------- | - | ------------------- | ---- | ---- | ---- | ---- | --- | ---- | ---- | --- | ---- | ---- | ---- | ---- | ---- | ---- | ---- | ---- | ---- | ---- | --- | ----- | ---- |
| 2007  | R27   | Renault RS27 2,4 V8 | B |                     | АВС  | МАЛ  | БАХ  | ИСП  | МОН | КАН  | США  | ФРА | ВЕЛ  | ЕВР  | ВЕН  | ТУР  | ИТА  | БЕЛ  | ЯПО  | КИТ  | БРА  |      |     | 3     | 51   |
| 2007  | R27   | Renault RS27 2,4 V8 | B | Джанкарло Физикелла | 5    | 6    | 8    | 9    | 4   | ДСК  | 9    | 6   | 8    | 10   | 12   | 9    | 12   | Сход | 5    | 11   | Сход |      |     | 3     | 51   |
| 2007  | R27   | Renault RS27 2,4 V8 | B | Хейкки Ковалайнен   | 10   | 8    | 9    | 7    | 15  | 4    | 5    | 15  | 7    | 8    | 8    | 6    | 7    | 8    | 2    | 9    | Сход |      |     | 3     | 51   |
| 2008  | R28   | Renault RS27 2,4 V8 | B |                     | АВС  | МАЛ  | БАХ  | ИСП  | ТУР | МОН  | КАН  | ФРА | ВЕЛ  | ГЕР  | ВЕН  | ЕВР  | БЕЛ  | ИТА  | СИН  | ЯПО  | КИТ  | БРА  |     | 4     | 80   |
| 2008  | R28   | Renault RS27 2,4 V8 | B | Фернандо Алонсо     | 4    | 8    | 10   | Сход | 6   | 10   | Сход | 8   | 6    | 11   | 4    | Сход | 4    | 4    | 1    | 1    | 4    | 2    |     | 4     | 80   |
| 2008  | R28   | Renault RS27 2,4 V8 | B | Нельсиньо Пике      | Сход | 11   | Сход | Сход | 15  | Сход | Сход | 7   | Сход | 2    | 6    | 11   | Сход | 10   | Сход | 4    | 8    | Сход |     | 4     | 80   |
| 2009  | R29   | Renault RS27 2,4 V8 | B |                     | АВС  | МАЛ  | КИТ  | БАХ  | ИСП | МОН  | ТУР  | ВЕЛ | ГЕР  | ВЕН  | ЕВР  | БЕЛ  | ИТА  | СИН  | ЯПО  | БРА  | АБУ  |      |     | 8     | 26   |
| 2009  | R29   | Renault RS27 2,4 V8 | B | Фернандо Алонсо     | 5    | 11   | 9    | 8    | 5   | 7    | 10   | 14  | 7    | Сход | 6    | Сход | 5    | 3    | 10   | Сход | 14   |      |     | 8     | 26   |
| 2009  | R29   | Renault RS27 2,4 V8 | B | Нельсиньо Пике      | Сход | 13   | 16   | 10   | 12  | Сход | 16   | 12  | 13   | 12   |      |      |      |      |      |      |      |      |     | 8     | 26   |
| 2009  | R29   | Renault RS27 2,4 V8 | B | Ромен Грожан        |      |      |      |      |     |      |      |     |      |      | 15   | Сход | 15   | Сход | 16   | 13   | 18   |      |     | 8     | 26   |
| 2010  | R30   | Renault RS27 2,4 V8 | B |                     | БАХ  | АВС  | МАЛ  | КИТ  | ИСП | МОН  | ТУР  | КАН | ЕВР  | ВЕЛ  | ГЕР  | ВЕН  | БЕЛ  | ИТА  | СИН  | ЯПО  | КОР  | БРА  | АБУ | 5     | 163  |
| 2010  | R30   | Renault RS27 2,4 V8 | B | Роберт Кубица       | 11   | 2    | 4    | 5    | 8   | 3    | 6    | 7   | 5    | Сход | 7    | Сход | 3    | 8    | 7    | Сход | 5    | 9    | 5   | 5     | 163  |
| 2010  | R30   | Renault RS27 2,4 V8 | B | Виталий Петров      | Сход | Сход | Сход | 7    | 11  | 13   | 15   | 17  | 14   | 13   | 10   | 5    | 9    | 13   | 11   | Сход | Сход | 16   | 6   | 5     | 163  |
| 2011  | R31   | Renault RS27 2,4 V8 | P |                     | АВС  | МАЛ  | КИТ  | ТУР  | ИСП | МОН  | КАН  | ЕВР | ВЕЛ  | ГЕР  | ВЕН  | БЕЛ  | ИТА  | СИН  | ЯПО  | КОР  | ИНД  | АБУ  | БРА | 5     | 73   |
| 2011  | R31   | Renault RS27 2,4 V8 | P | Ник Хайдфельд       | 12   | 3    | 12   | 7    | 8   | 8    | Сход | 10  | 8    | Сход | Сход |      |      |      |      |      |      |      |     | 5     | 73   |
| 2011  | R31   | Renault RS27 2,4 V8 | P | Бруно Сенна         |      |      |      |      |     |      |      |     |      |      | тест | 13   | 9    | 15   | 16   | 13   | 12   | 16   | 17  | 5     | 73   |
| 2011  | R31   | Renault RS27 2,4 V8 | P | Виталий Петров      | 3    | 18   | 9    | 8    | 11  | Сход | 5    | 15  | 12   | 10   | 12   | 9    | Сход | 17   | 9    | Сход | 11   | 13   | 10  | 5     | 73   |